# Iluka Resources
Iluka Resources est une entreprise minière australienne spécialisé dans l'extraction de minerai tel que le zircon, le tutile et l'ilménite.